# Kombiterminal Stockholm Nord
Kombiterminal Stockholm Nord  är en svensk omlastningsterminal av typ kombiterminal i Rosersbergs industriområde i Sigtuna kommun.
Containerterminalen ligger i Logistikcenter Stockholm Nord och är avsedd för omlastning av enhetslaster som ISO-containrar, lastflak och semitrailers från järnvägsvagnar till lastbil och omvänt. Den ligger vid Ostkustbanan mellan Stockholm och Uppsala, strax söder om Arlanda flygplats. Den invigdes hösten 2015.
Terminalen har byggts av fastighetsföretaget Kilenkrysset AB. Den drivs av hamnterminalföretaget Yil Port, som ägs av turkiska Yilport Holdings (Yildirimgruppen) och som också sedan 2014 är majoritetsägare i Gävle containerterminal AB i Gävle hamn. Kombiterminal Stockholm Nord har fyra lastnings- och lossningsspår på vardera 750 meter. Den har en kapacitet på 400.000 TEU per år, med två Liebherr RMG (Rail Mounted Gantry Crane) eldrivna, spårbundna, portalkranar.